# George Bridgewater
George Bridgewater (Wellington, 18 gennaio 1983) è un canottiere neozelandese, vincitore della medaglia di bronzo nel 2 senza a Pechino 2008 in coppia con Nathan Twaddle.

## Palmarès
- Olimpiadi

Pechino 2008: bronzo nel 2 senza.
- Campionati del mondo di canottaggio

2005 - Kaizu: oro nel 2 senza.
2006 - Eton: argento nel 2 senza.
2007 - Monaco di Baviera: argento nel 2 senza.